# Санпетру (Хунедоара)
Санпетру (рум. Sânpetru) насеље је у Румунији у округу Хунедоара у општини Сантамарија-Орља. Oпштина се налази на надморској висини од 388 m.

## Становништво
Према подацима из 2002. године у насељу је живело 260 становника, од којих су сви румунске националности.